# Török riviéra

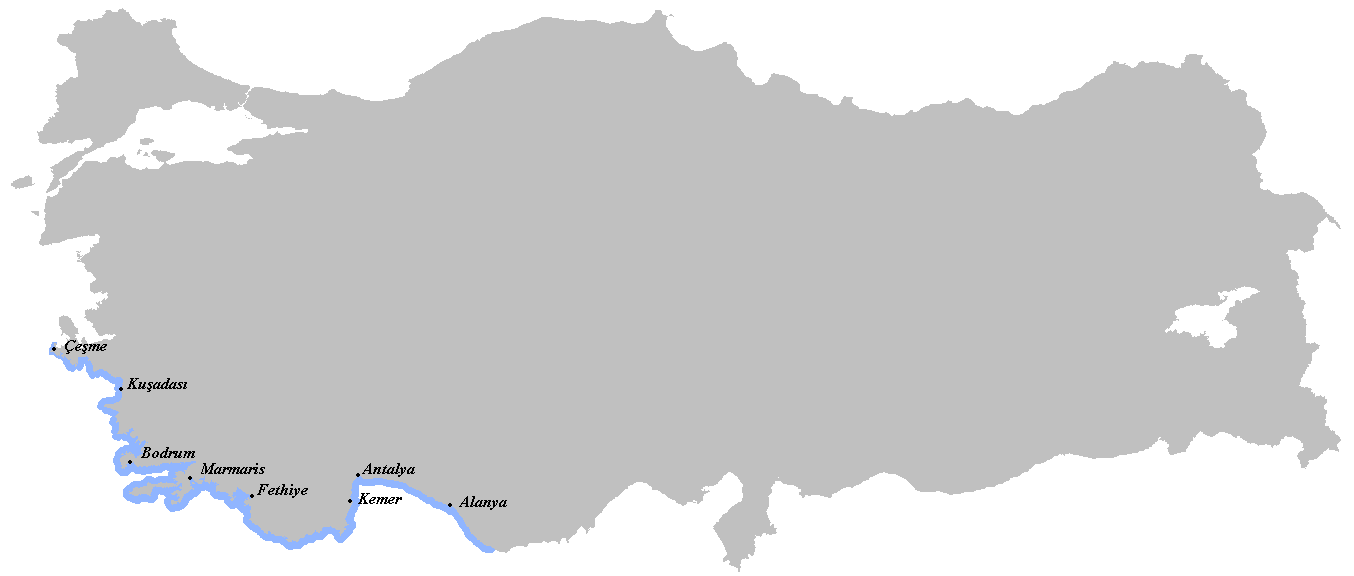
A török riviéra Törökország térképén; északról dél felé a nagyobb települések: Çeşme, Kuşadası, Bodrum, Marmaris, Fethiye, Kemer, Antalya és Alanya

A török riviéra, vagy más néven a türkiz part népszerű elnevezése Törökország délnyugati partvidékének; körülbelül Çeşmétől Alanyáig húzódik, magában foglalva Antalya, Muğla, valamint Aydın és İzmir tartományok egy részét. Ez a tengerparti sáv üdülőközpontjaival, természeti és kulturális látnivalóival, ókori romjaival igen kedvelt turistacélpont.

## Története és jellegzetességei
A török riviérát általában kellemes időjárás jellemzi, a turistaszezon sokfelé már március-áprilisban elkezdődik, és egészen október-novemberig tart. Nagyrészt homokos-aprókavicsos tengerpartja a Földközi- és az égei-tenger  partján húzódik, a területen számos természeti kincs, vízesés, barlang, erdő és ókori (görög és római) romváros található. A partvonal mentén halad az úgynevezett blue cruise (szó szerint „kék hajóút”), mely napjainkban népszerű a turisták körében.
A török riviéra már évszázadokkal ezelőtt is kedvelt volt, Marcus Antonius például a legenda szerint a terület egy részét Kleopátrának ajándékozta szerelme zálogául.
Ezen a területen született a világtörténelem több meghatározó személyisége is, így például Szent Miklós, akitől a Mikulás legendáját származtatják, Demre (Myra) településen élt. Halikarnasszoszban, a mai Bodrumban született a történetírás atyjaként emlegetett Hérodotosz.
Az Antalyától nyugatra lévő erdőségben élt a monda szerint Khimaira, a tűzokádó szörny, Antalya mögött húzódott Daphné kertje a babérfákkal. A mai török riviéra partvidékén volt található a világ hét csodájának egyikeként számon tartott halikarnasszoszi mauzóleum és az epheszoszi Artemisz-templom is.

## Települések
Néhány település, mint Antalya, Alanya, Bodrum, Fethiye és Marmaris, világszerte ismertek és kedvelt turistacélpontok. A török riviéra partvidékén azonban több kisebb település is kiszolgálja a turizmust.
A török riviéra településeinek listája:
| - Adabükü - Adrasan - Akbük - Aksaz - Akyaka - Akyarlar - Alaçatı - Alanya - Antalya - Armutalan - Aslanbucak - Bağla - Beldibi - Belek - Beycik - Bitez - Bodrum | - Bozburun - Çaliş - Çamköy - Çamyuva - Çayova - Çeşme - Çıralı - Çiftlik - Dalaman - Dalyan - Datça - Demre - Didim - Emecik - Eşen - Fethiye - Finike - Foça | - Gazipaşa - Göcek - Gökova - Gömbe - Göynük - Gümüşlük - Gündoğan - Güvercinlik - Güzelçamlı - Hisaronu - Ilıca - İçmeler - Kabak - Kalkan - Karadere - Kaş - Katrancı | - Kekova - Kemer - Kızkumu - Kiriş - Kumluova - Kuşadası - Kuzdere - Konyaaltı - Köyceğiz - Lara - Manavgat - Marmaris - Milas - Muğla - Olympos - Ortaca - Ovacık | - Ölüdeniz - Ören - Özdere - Seki - Selimiye - Side - Simena - Söğüt - Tekirova - Torba - Turgutreis - Turnalı - Turunç - Türkbükü - Ulupınar - Yalıkavak |

## Képek

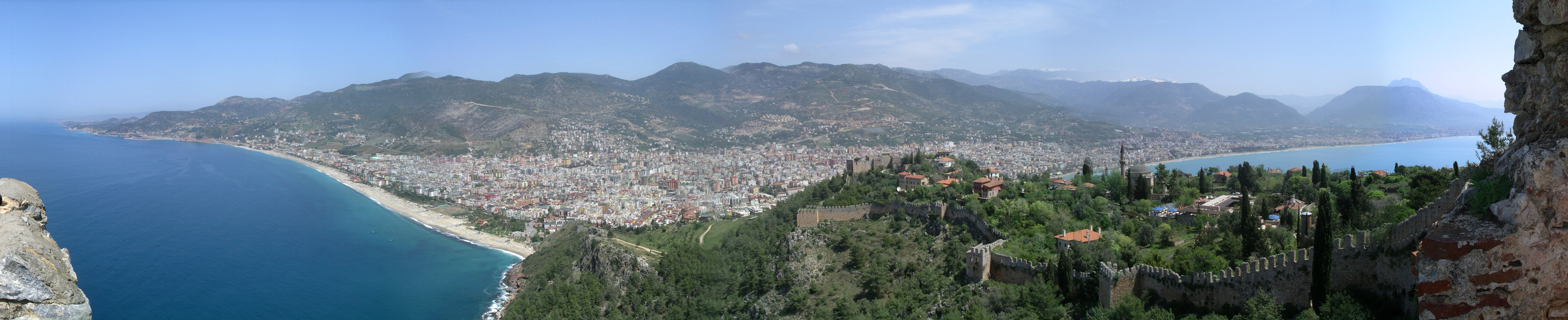
Alanya, az egyik legnépszerűbb üdülőváros

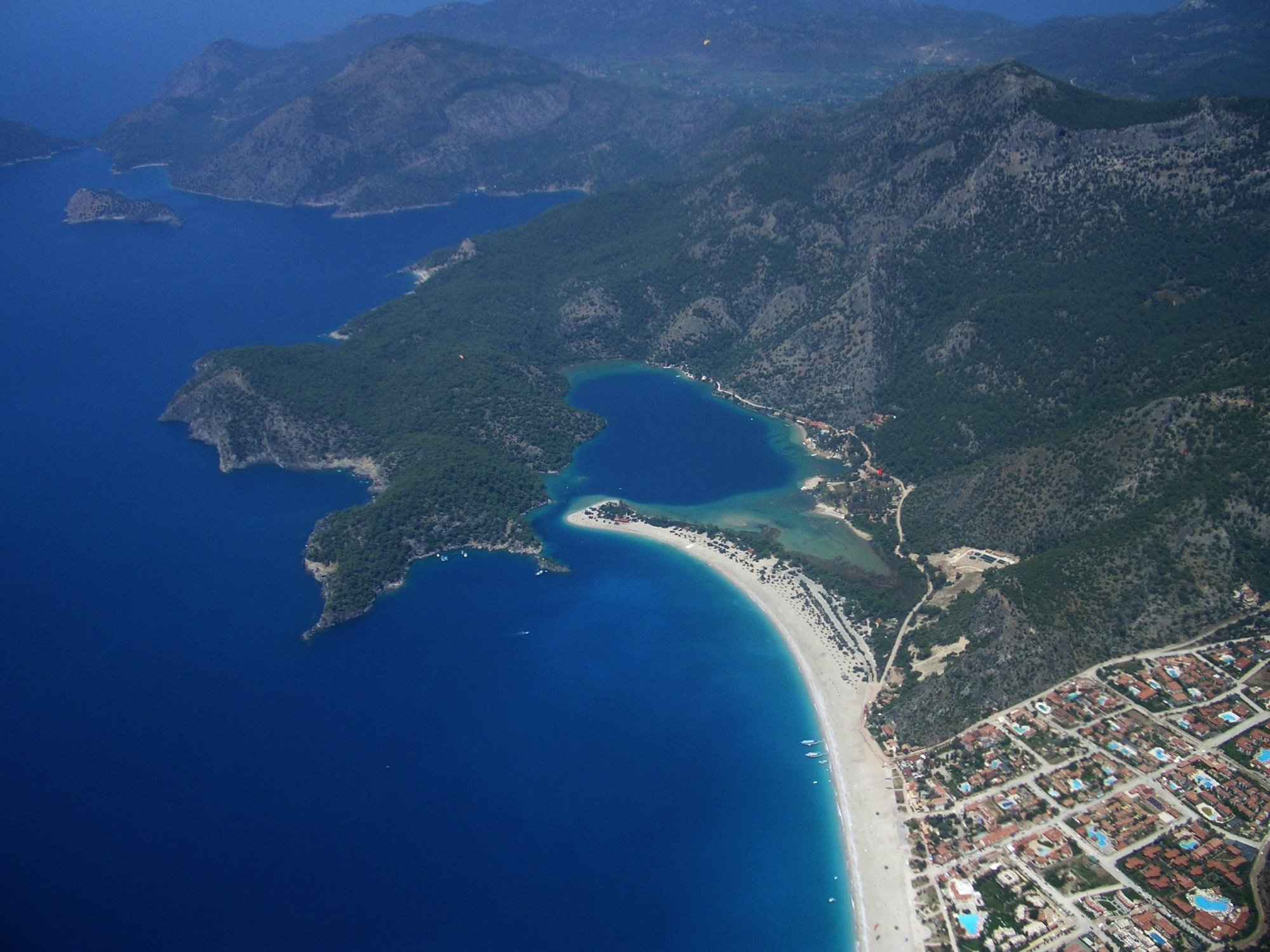
Ölüdeniz, Fethiye
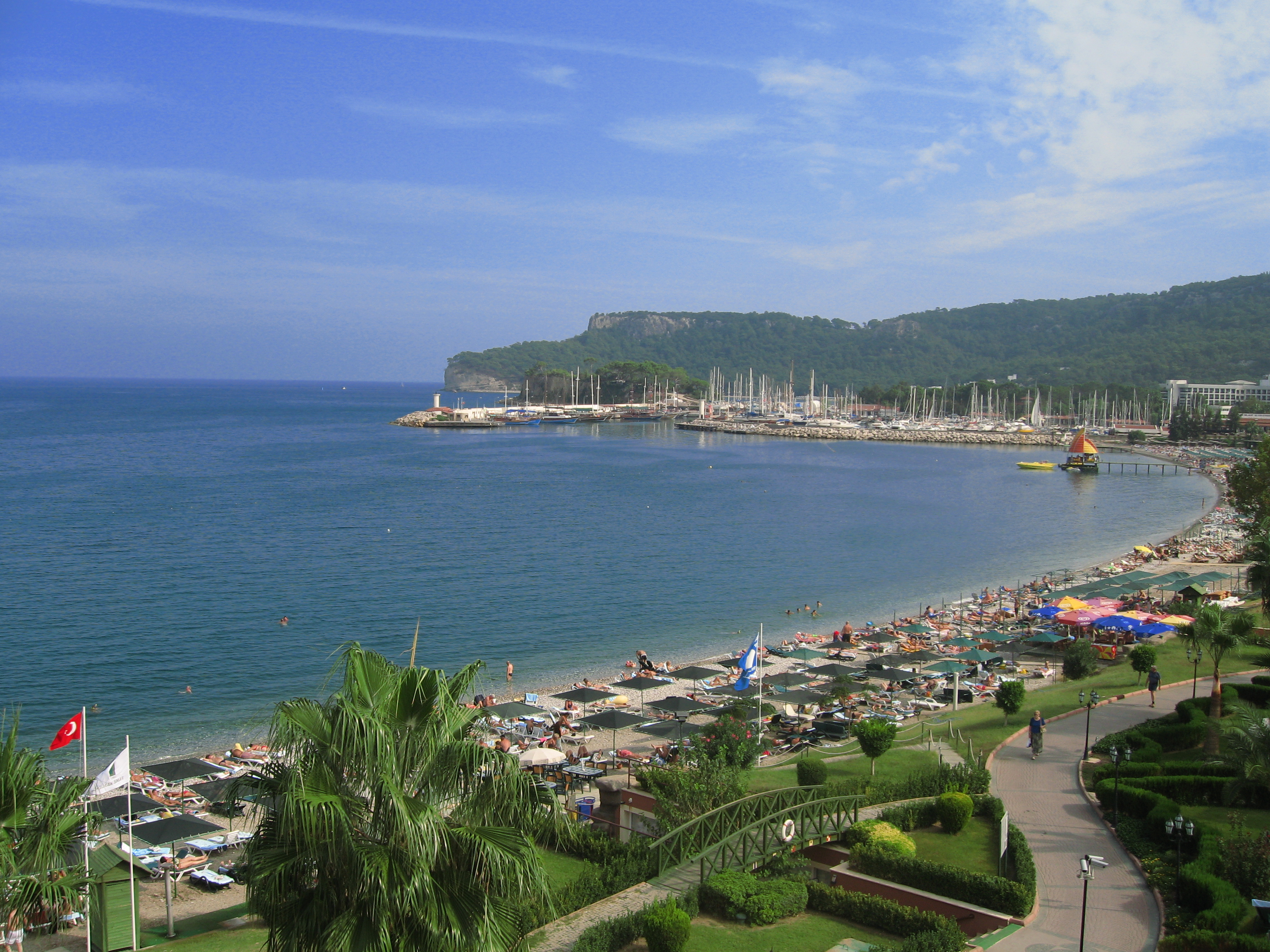
Kemer, Antalyától 50 km-re
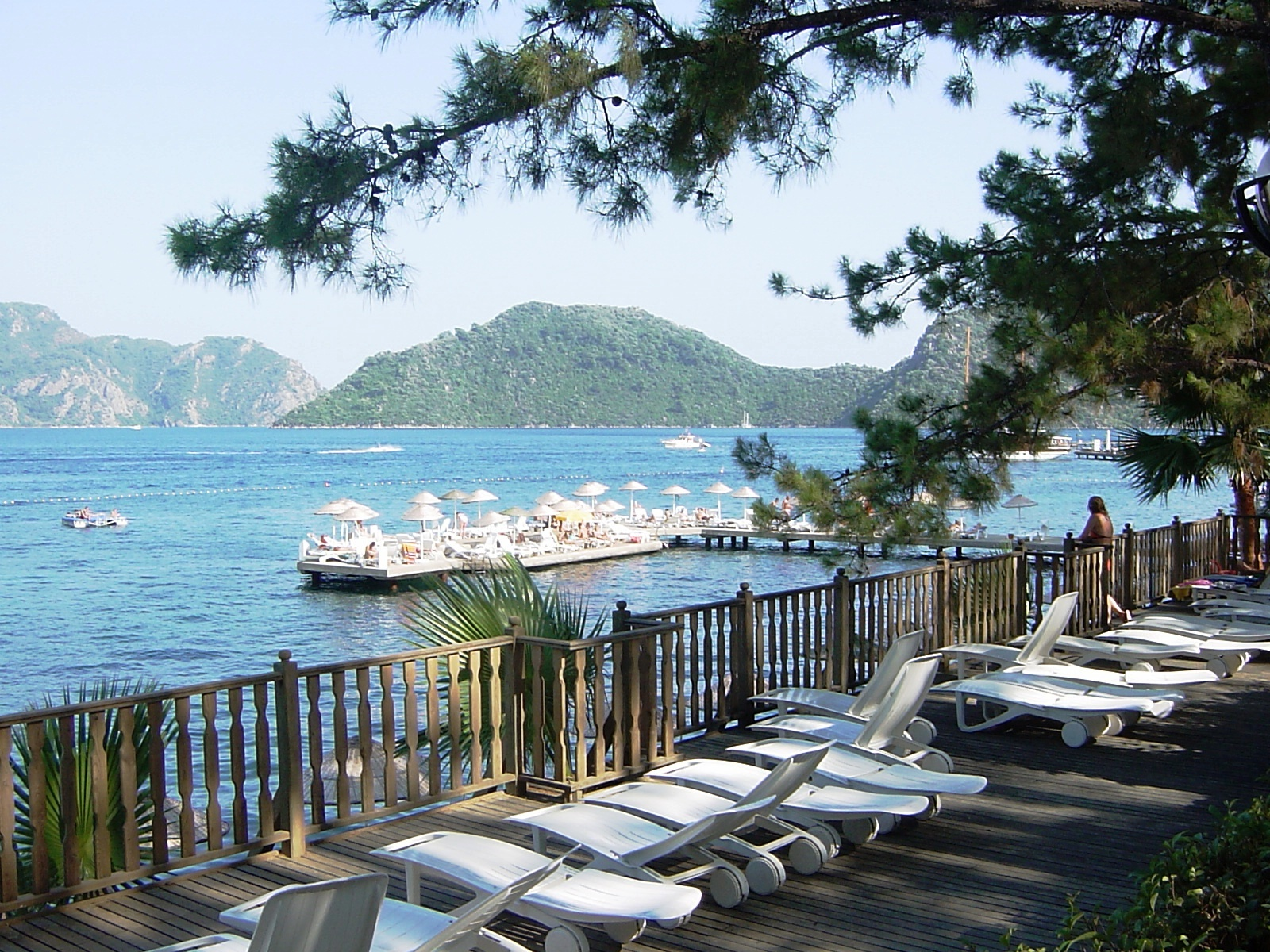
Marmaris
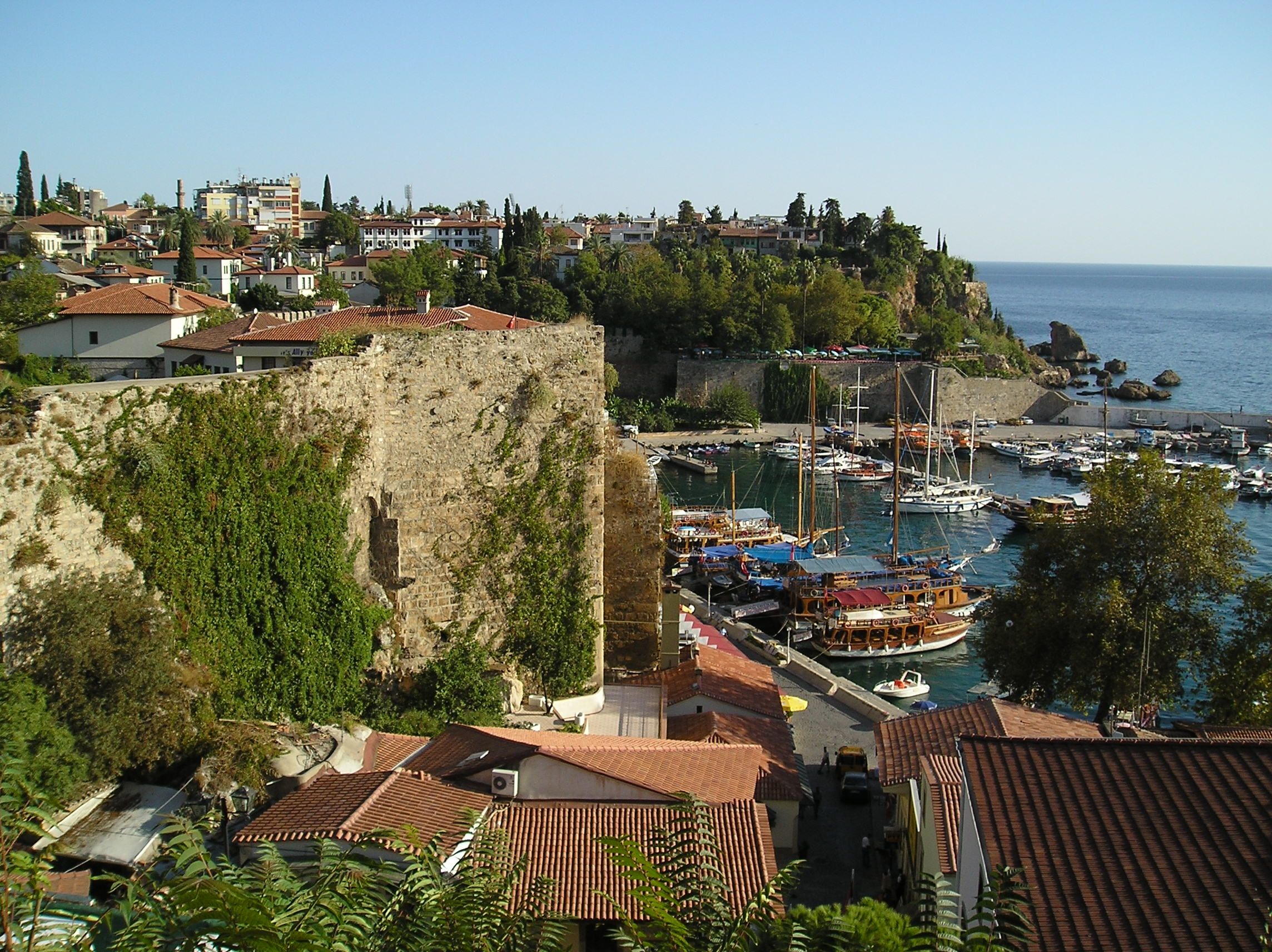
Antalya
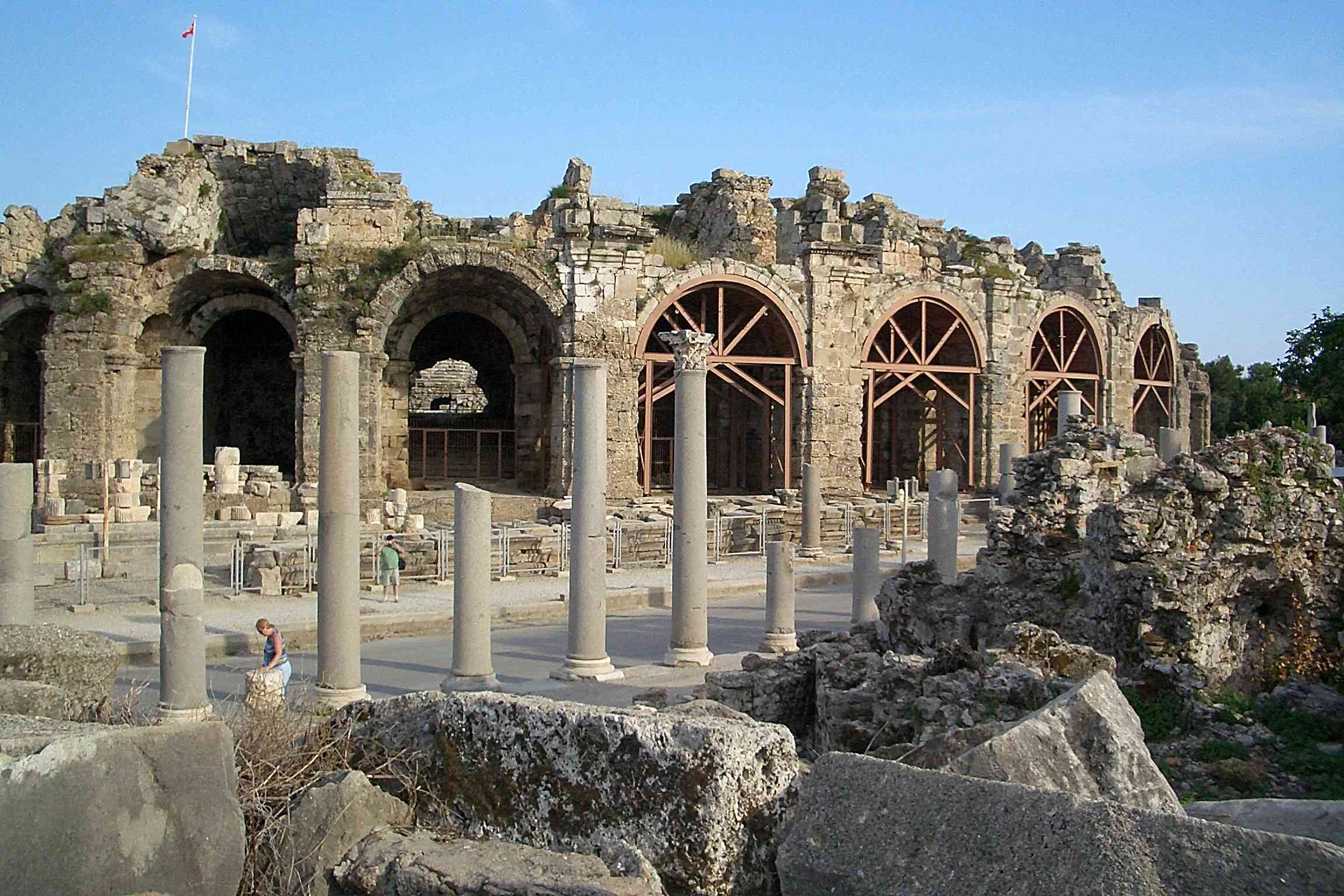
Side ókori színháza
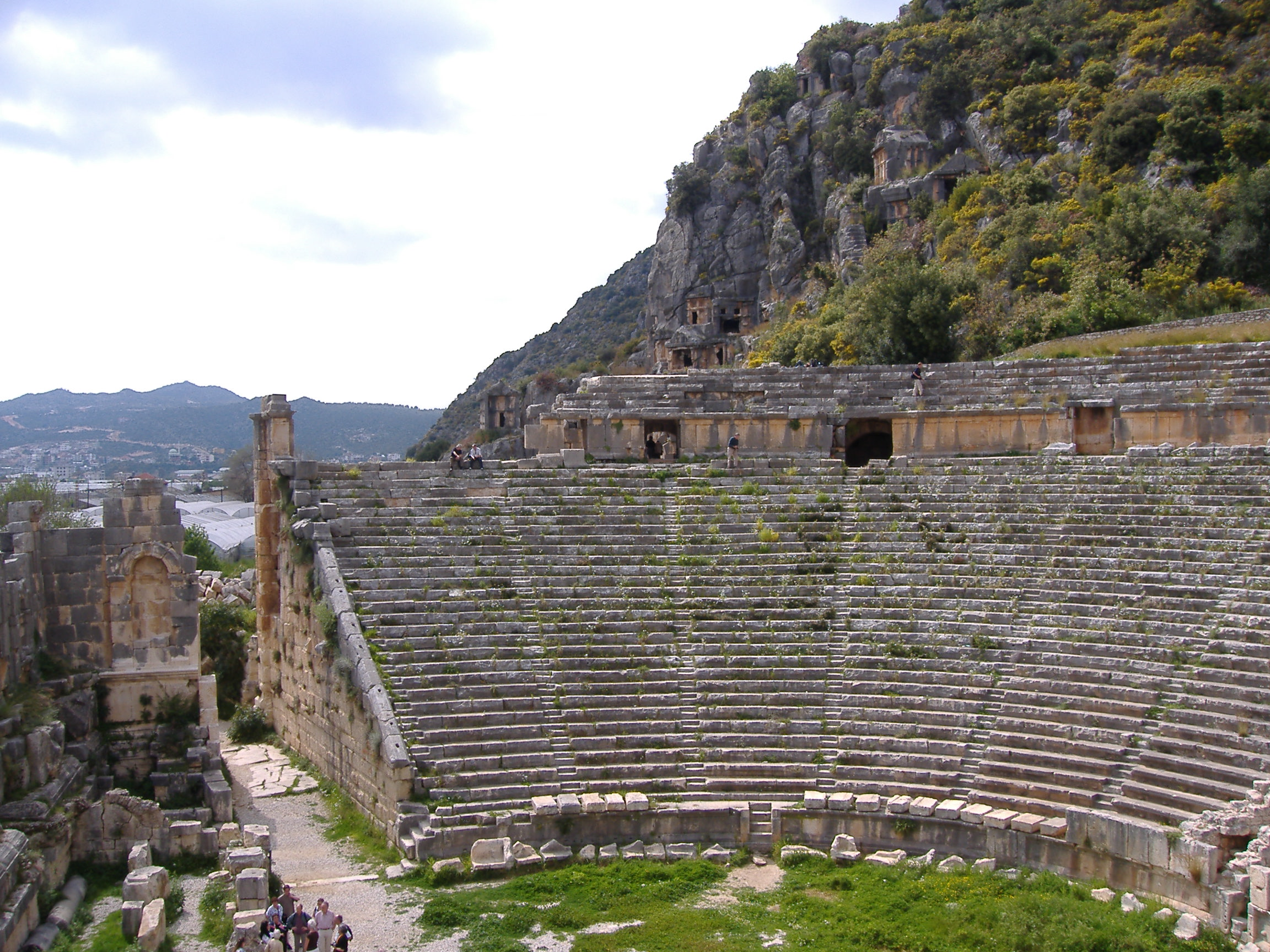
Demre, ahol Szent Miklós élt
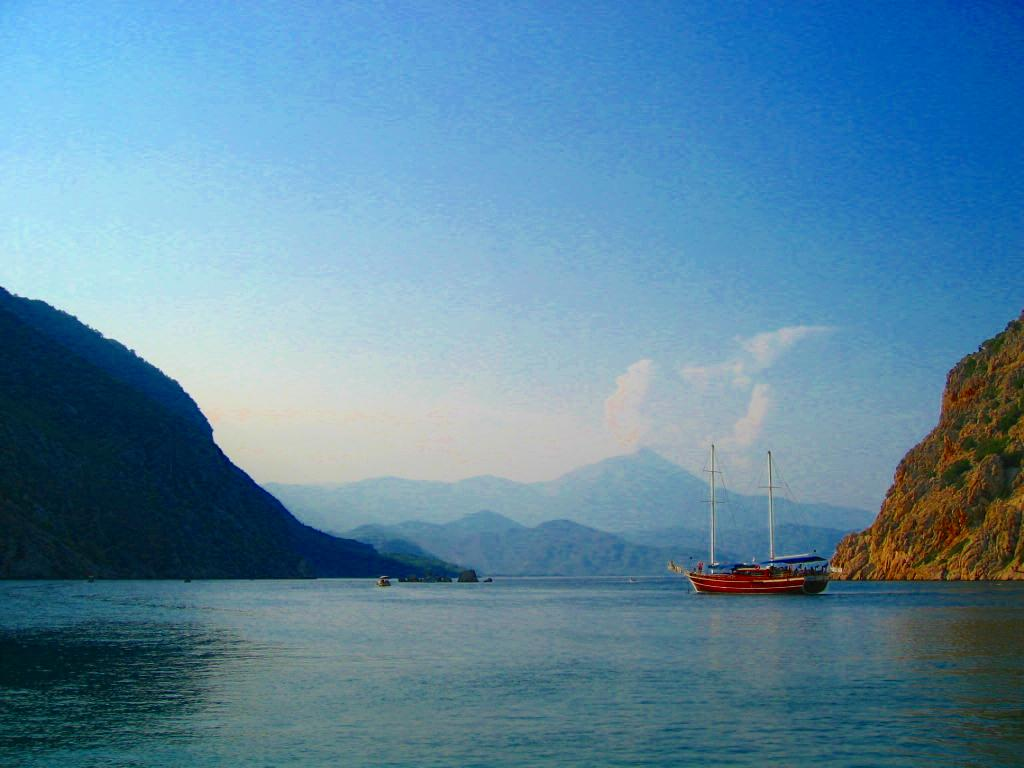
Olympos
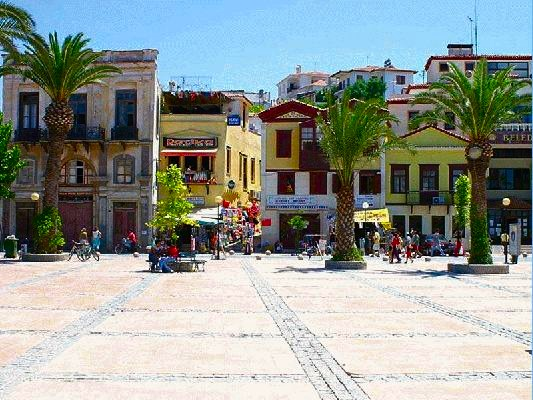
Çeşme történelmi házai
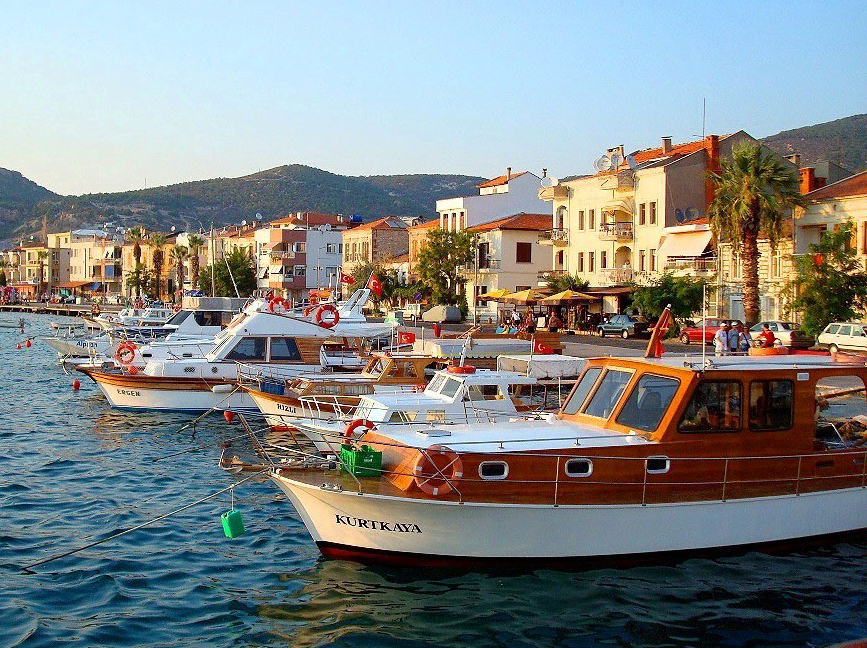
Foça kikötője